# 6dF Galaxy Survey
6dF Galaxy Survey (Six-degree Field Galaxy Survey), comunemente abbreviata in 6dF o 6dFGS, è un rilevamento degli spostamenti verso il rosso condotto dall'Osservatorio anglo-australiano (AAO) tra il 2001 e il 2009, utilizzando il telescopio UK Schmidt da 1,2 m.
I dati ottenuti con questa indagine sono stati resi pubblici il 31 marzo 2009.
L'indagine ha mappato circa metà del cielo del vicino universo. I 136.304 spettri ottenuti hanno permesso di rilevare 110.256 nuovi spostamenti verso il rosso extragalattici e produrre un catalogo di 125.071 galassie. Nel corso dell'indagine sono state effettuate anche misurazioni di velocità peculiare, rilevando anche distribuzioni di massa e moto proprio dell'universo locale.
Al momento della sua conclusione nel 2009, la 6dF era la terza più grande indagine di redshift dopo Sloan Digital Sky Survey (SDSS) e 2dF Galaxy Redshift Survey (2dFGRS).

## Descrizione
L'indagine 6dF copre un'area di 17.000 gradi2 di cielo dell'emisfero meridionale, vale a dire un'area dieci volte più grande di quella analizzata dalla 2dFGRS e oltre due volte più estesa della Sloan Digital Sky Survey. I redshift e gli spettri ottenuti sono consultabili attraverso il 6dFGS Online Database, gestito dal Royal Observatory di Edimburgo. Un atlante online( online 6dFGS atlas)  
è disponibile presso l'Università di Cape Town.
Il rilevamento dei dati è stato condotto utilizzando il telescopio UK Schmidt da 1,2 metri del Siding Spring Observatory situato nel Nuovo Galles del Sud in Australia, dotato dello strumento 6dF che permette l'osservazione di un campo di 6 gradi per puntamento. Da questo deriva il nome dell'indagine. Lo strumento possiede uno spettrografo multi-oggetto dotato di 150 fibre ottiche.

## Rilevazione dell'oscillazione acustica barionica
La 6dF è una delle poche indagini di dimensioni sufficientemente grandi per permettere la rilevazione delle oscillazioni acustiche dei barioni (BAO). Il basso redshift della 6dF ha reso possibile derivare la costante di Hubble H0 con un'incertezza paragonabile a quella della tecnica della scala delle distanze. Il risultato è riportato in Beutler et al. (2011) con H0 = 67 ± 3.2 km/s/Mpc.